# Gustaf Emil Broms

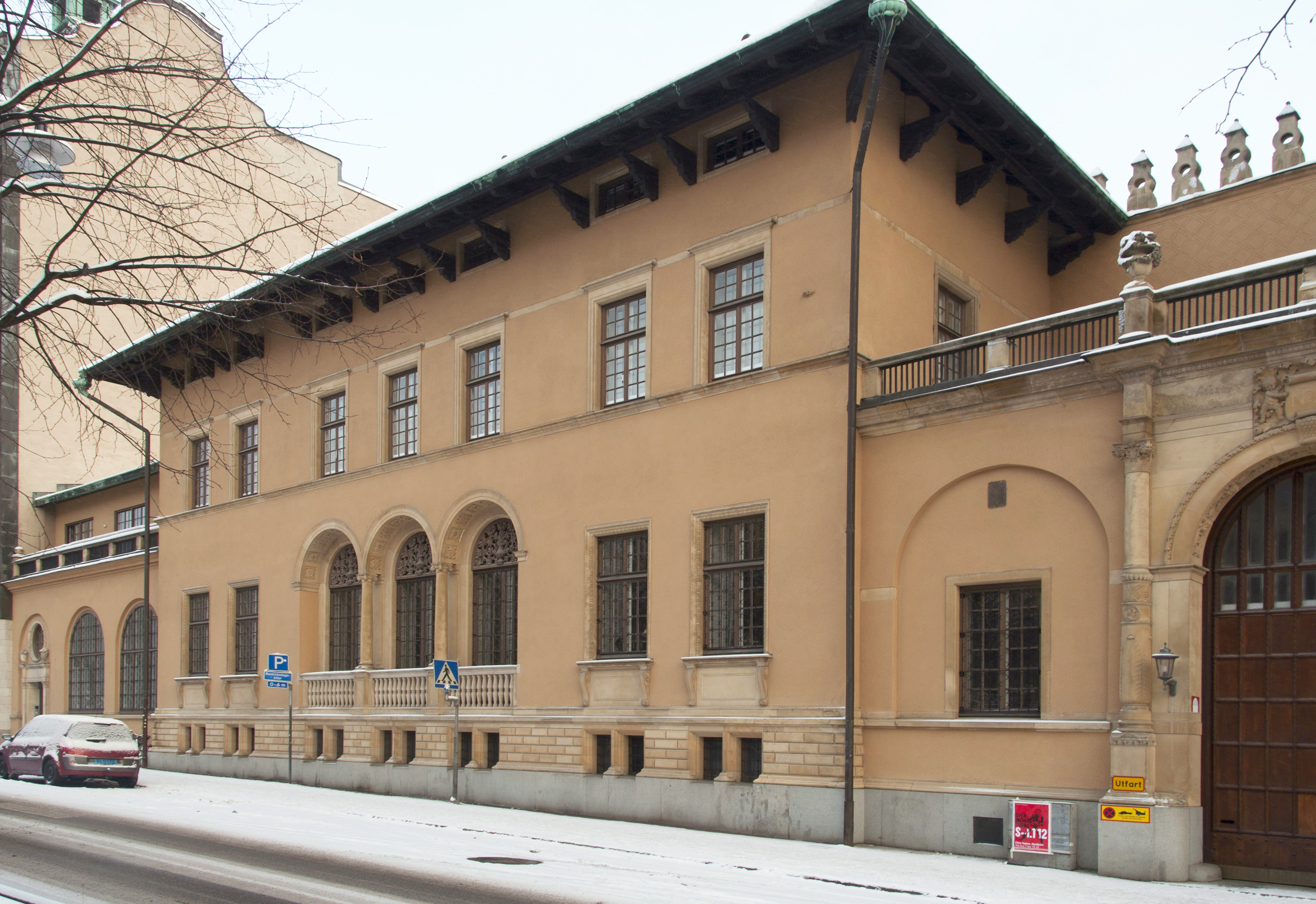
Bromska palatset

Gustaf Emil Broms, född 5 september 1849 i Stockholm, död där 29 oktober 1903, var en svensk industriman och mecenat.

## Biografi
Broms kom tidigt i tjänst hos trävarufirman Bergman, Hummel & Co., var i tio år dennas prokurist vid kontoret i Kalix och blev där dansk vicekonsul. Han var därefter chef för nämnda firmas huvudkontor i Stockholm, idkade sedan egen trävarurörelse där och ägnade sig från början av 1890-talet åt den norrbottniska gruvindustrin. Med överste Carl Otto Bergman och direktör A. Hummel bildade han 1890 AB Gellivare Malmfält (bolagsordningen fastställd 1891), som åstadkom ett starkt uppsving i denna landsändas förhållanden. Broms blev huvudintressent i detta bolag och var styrelseledamot 30 maj 1891-19 oktober 1901. Dessutom var han verkställande direktör 1 juni 1891-5 september 1901 samt även ordförande 2 maj 1893-19 oktober 1901.
Gällivarebolaget förvärvade 1892 aktiemajoriteten i Luossavaara-Kiirunavaara AB, LKAB, och Broms var styrelseledamot och verkställande direktör i detta bolag 21 juni 1893-16 november 1900. I slutet av denna period, 30 juni 1899-16 november 1900 var han dessutom bolagets ordförande. Kort tid efteråt, den 19 december 1900 återinträdde han i styrelsen som vice ordförande, men lämnade såväl styrelsen som vice ordförandeskapet den 29 maj 1903 när bolaget sålts till Trafikaktiebolaget Grängesberg-Oxelösund (TGO).
Broms insåg vikten av att säkra sjötransporterna från Narvik och Luleå och bildade 1899 tillsammans med några släktingar Rederi AB Luleå-Ofoten. Rederiet införskaffade tre ångfartyg och tog dessutom charter av ett par av Johnsons malmfartyg. Även i detta bolag övertog TGO aktiemajoriteten 1903.
Broms lär ha arbetat för bolagens utveckling med betydande energi, men även med hänsynslöshet. En av drivkrafterna i Broms verksamhet anses ha varit en strävan efter att bygga upp en stor förmögenhet för att kunna främja allmännyttiga ändamål, planer som han dock ej hann utföra. Han gav betydliga anslag till Tornedalens folkhögskola i Övertorneå och anlade en större jordbruksdomän i Tornedalen för att främja egnahemsrörelsen. Vidare understödde han den biologiska forskningen genom anslag till nybyggnader vid Kristinebergs zoologiska station och till Gustaf Kolthoffs zoologiska expedition till Svalbard och östra Grönland 1900 samt utfäste 1903 erforderliga medel till en större, under samme ledare förberedd vetenskaplig expedition till de japanska och kinesiska haven samt Kamtjatka, vilken dock inställdes till följd av rysk-japanska kriget.
Han lät 1898-1900 uppföra Bromska palatset på Östermalm i Stockholm.

### Övriga källor
- Broms, Gustaf Emil i Nordisk familjebok (andra upplagan, 1905)
- Lazarus (1905). Svenska millionärer: minnen och anteckningar. 10. Stockholm. sid. 104-133. Libris 68708. https://runeberg.org/millionar/10/0104.html